# Handbal op de Pan-Amerikaanse Spelen 1995 – Mannen
Het handbaltoernooi voor mannen bij de Pan-Amerikaanse Spelen 1995 begon op 15 maart en eindigde op 25 maart 1995. Het toernooi werd gespeeld in het Estadio de Villa Ballester. Winnaar Cuba plaatste zich rechtstreeks voor de Olympische Zomerspelen 1996 in Atlanta, maar trok zich later terug. Brazilië, de nummer twee in de eindrangschikking, werd aangewezen als vervanger van de Cubanen.

## Voorronde

### Wedstrijden
| 15 maart 20:00 | Cuba   | 21 – 19 | Argentinië | Estadio Villa Ballester, Mar del Plata |
| 15 maart 20:00 | (11–7) |         |            | Estadio Villa Ballester, Mar del Plata |
| 15 maart 20:00 |        |         |            | Estadio Villa Ballester, Mar del Plata |

| 16 maart 15:00 | Brazilië | 48 – 8 | Puerto Rico | Estadio Villa Ballester, Mar del Plata |
| 16 maart 15:00 | (17–2)   |        |             | Estadio Villa Ballester, Mar del Plata |
| 16 maart 15:00 |          |        |             | Estadio Villa Ballester, Mar del Plata |

| 16 maart 18:00 | Verenigde Staten | 27 – 13 | Paraguay | Estadio Villa Ballester, Mar del Plata |
| 16 maart 18:00 | (9–7)            |         |          | Estadio Villa Ballester, Mar del Plata |
| 16 maart 18:00 |                  |         |          | Estadio Villa Ballester, Mar del Plata |

| 17 maart 17:00 | Cuba   | 33 – 11 | Paraguay | Estadio Villa Ballester, Mar del Plata |
| 17 maart 17:00 | (18–4) |         |          | Estadio Villa Ballester, Mar del Plata |
| 17 maart 17:00 |        |         |          | Estadio Villa Ballester, Mar del Plata |

| 17 maart 18:30 | Verenigde Staten | 26 – 9 | Puerto Rico | Estadio Villa Ballester, Mar del Plata |
| 17 maart 18:30 | (13–4)           |        |             | Estadio Villa Ballester, Mar del Plata |
| 17 maart 18:30 |                  |        |             | Estadio Villa Ballester, Mar del Plata |

| 17 maart 20:00 | Brazilië | 20 – 18 | Argentinië | Estadio Villa Ballester, Mar del Plata |
| 17 maart 20:00 | (9–12)   |         |            | Estadio Villa Ballester, Mar del Plata |
| 17 maart 20:00 |          |         |            | Estadio Villa Ballester, Mar del Plata |

| 19 maart 17:00 | Cuba   | 41 – 12 | Puerto Rico | Estadio Villa Ballester, Mar del Plata |
| 19 maart 17:00 | (22–5) |         |             | Estadio Villa Ballester, Mar del Plata |
| 19 maart 17:00 |        |         |             | Estadio Villa Ballester, Mar del Plata |

| 19 maart 18:30 | Brazilië | 27 – 21 | Verenigde Staten | Estadio Villa Ballester, Mar del Plata |
| 19 maart 18:30 | (15–13)  |         |                  | Estadio Villa Ballester, Mar del Plata |
| 19 maart 18:30 |          |         |                  | Estadio Villa Ballester, Mar del Plata |

| 19 maart 20:00 | Argentinië | 24 – 14 | Paraguay | Estadio Villa Ballester, Mar del Plata |
| 19 maart 20:00 | (13–7)     |         |          | Estadio Villa Ballester, Mar del Plata |
| 19 maart 20:00 |            |         |          | Estadio Villa Ballester, Mar del Plata |

| 20 maart 18:30 | Cuba  | 20 – 15 | Verenigde Staten | Estadio Villa Ballester, Mar del Plata |
| 20 maart 18:30 | (9–7) |         |                  | Estadio Villa Ballester, Mar del Plata |
| 20 maart 18:30 |       |         |                  | Estadio Villa Ballester, Mar del Plata |

| 20 maart 20:00 | Argentinië | 28 – 12 | Puerto Rico | Estadio Villa Ballester, Mar del Plata |
| 20 maart 20:00 | (14–6)     |         |             | Estadio Villa Ballester, Mar del Plata |
| 20 maart 20:00 |            |         |             | Estadio Villa Ballester, Mar del Plata |

| 22 maart 18:30 | Brazilië | 32 – 9 | Paraguay | Estadio Villa Ballester, Mar del Plata |
| 22 maart 18:30 | (13–3)   |        |          | Estadio Villa Ballester, Mar del Plata |
| 22 maart 18:30 |          |        |          | Estadio Villa Ballester, Mar del Plata |

| 23 maart 17:00 | Puerto Rico | 24 – 22 | Paraguay | Estadio Villa Ballester, Mar del Plata |
| 23 maart 17:00 | (12–7)      |         |          | Estadio Villa Ballester, Mar del Plata |
| 23 maart 17:00 |             |         |          | Estadio Villa Ballester, Mar del Plata |

| 23 maart 18:30 | Argentinië | 20 – 16 | Verenigde Staten | Estadio Villa Ballester, Mar del Plata |
| 23 maart 18:30 | (11–5)     |         |                  | Estadio Villa Ballester, Mar del Plata |
| 23 maart 18:30 |            |         |                  | Estadio Villa Ballester, Mar del Plata |

| 23 maart 20:00 | Cuba    | 26 – 24 | Brazilië | Estadio Villa Ballester, Mar del Plata |
| 23 maart 20:00 | (13–10) |         |          | Estadio Villa Ballester, Mar del Plata |
| 23 maart 20:00 |         |         |          | Estadio Villa Ballester, Mar del Plata |

### Eindstand
| № | Land             | Wedstrijden | Wedstrijden | Wedstrijden | Wedstrijden | Doelpunten | Doelpunten | Doelpunten | Punten |
| - | ---------------- | ----------- | ----------- | ----------- | ----------- | ---------- | ---------- | ---------- | ------ |
| № | Land             | G           | W           | G           | V           | V          | T          | Saldo      | Punten |
| 1 | Cuba             | 5           | 5           | 0           | 0           | 141        | 81         | +60        | 10     |
| 2 | Brazilië         | 5           | 4           | 0           | 1           | 151        | 82         | +69        | 8      |
| 3 | Argentinië       | 5           | 3           | 0           | 2           | 109        | 83         | +26        | 6      |
| 4 | Verenigde Staten | 5           | 2           | 0           | 3           | 105        | 89         | +16        | 4      |
| 5 | Puerto Rico      | 5           | 1           | 0           | 4           | 65         | 165        | –100       | 2      |
| 6 | Paraguay         | 5           | 0           | 0           | 5           | 69         | 140        | –71        | 0      |

## Eindronde

### Om vijfde plaats
| 25 maart 17:00 | Puerto Rico | 29 – 30 | Paraguay | Estadio Villa Ballester, Mar del Plata |
| 25 maart 17:00 | (1–13)      |         |          | Estadio Villa Ballester, Mar del Plata |
| 25 maart 17:00 |             |         |          | Estadio Villa Ballester, Mar del Plata |

### Troostfinale
| 25 maart 18:30 | Argentinië | 22 – 13 | Verenigde Staten | Estadio Villa Ballester, Mar del Plata |
| 25 maart 18:30 | (13–7)     |         |                  | Estadio Villa Ballester, Mar del Plata |
| 25 maart 18:30 |            |         |                  | Estadio Villa Ballester, Mar del Plata |

### Finale
| 25 maart 20:00 | Cuba   | 34 – 20 | Brazilië | Estadio Villa Ballester, Mar del Plata |
| 25 maart 20:00 | (16–6) |         |          | Estadio Villa Ballester, Mar del Plata |
| 25 maart 20:00 |        |         |          | Estadio Villa Ballester, Mar del Plata |